# Betsiboka (regio)
Betsiboka is een regio in Madagaskar. De regio heeft een oppervlakte van 30.025 km² en telt 278.120 inwoners. Het gebied grenst in het noordwesten aan Boeny, in het noordoosten aan Sofia, in het oosten aan Alaotra-Mangoro, en in het zuiden aan Analamanga en Bongolava en Melaky. De hoofdstad is Maevatanana.

## Districten
De regio is onderverdeeld in de volgende drie districten:
- Kandreho
- Maevatanana
- Tsaratanana